# آکتا نورولوژیکا بلژیکا
آکتا نورولوژیکا بلژیکا یک مجله داوری همتا پزشکی فصلی است که دربرگیرنده موضوعات نورولوژی است. آکتا نورولوژیکا بلژیکا در سال ۱۹۰۱ تاسیس شد و توسط اشپرینگر ساینس+بیزینس مدیا منتشر می شود. این نشریه یک مجله رسمی از تعدادی از انجمن های پزشکی بلژیک است (انجمن مغز و اعصاب بلژیک، انجمن علوم اعصاب بلژیک، انجمن مغز و اعصاب بالینی بلژیک، انجمن اعصاب اطفال بلژیک، گروه مطالعه مالتیپل اسکلروزیس بلژیک، شورای سکته مغزی بلژیک، انجمن سردرد بلژیک، گروه آسیب شناسی عصبی بلژیک). سردبیر این نشریه میشل ون زندیچکه (دانشگاه خنت) است.
طبق گزارش استنادی مجلات، ضریب تأثیر این ژورنال در سال ۲۰۱۹ برابر ۱.۹۸۹ است . 